# Sporophila ruficollis
Sporophila ruficollis là một loài chim trong họ Thraupidae.